# Fénix Directo
Fénix Directo, SA és una empresa d'assegurances d'Espanya, especialitzada en la venda directa i la gestió d'assegurances d'automòbils i motocicletes a través del telèfon i Internet. Fénix Directo és una entitat adherida a la "Guia de Bon Govern de les Entitats Asseguradores" elaborada per UNESPA, La Unió Espanyola d'Entitats Asseguradores y Reasseguradores. Es troba registrada a la Direcció General d'Assegurances i Fons de Pensions (DGSFP, en les seves sigles en castellà) amb la clau C0706.
Fénix Directo té els seus orígens a la companyia d'assegurances La Unión y el Fénix fundada l'any 1864 i que l'any 1991 com a filial de La Unión y el Fénix sota el nom de Fénix Autos. Es va especialitzar en l'àrea de negocis de les assegurances d'automòbils i en la utilització de tècniques de gestió directa per la comercialització de les seves assegurances. L'any 1995, degut a la fusió entre AGF Seguros i La Unión y el Fénix, Fénix Autos canvia la seva denominació social i d'aquesta manera neix Fénix Directo. Després de la fusió de 1990 amb el grup assegurador alemany i proveïdor de serveis financers Allianz, Fénix Directo es constituí com a filial a Espanya del grup Allianz.